# 阿韋拉埃斯

阿韋拉埃斯是哥倫比亞的城鎮，位於該國中部，由昆迪納馬卡省負責管轄，距離首府波哥大82公里，始建於1870年，面積152平方公里，海拔高度1,330米，2005年人口11,355。

## 外部連結
- Official site of the Municipality of Arbelaez （页面存档备份，存于） （西班牙文）
- Visita Arbelaez, Cundinamarca - Colombia （页面存档备份，存于） （西班牙文）

4°16′N 74°25′W / 4.267°N 74.417°W